# IPad mini (quinta generazione)
L'iPad mini di quinta generazione (stilizzato e commercializzato come iPad mini e noto come iPad mini 5) è un tablet sviluppato e prodotto da Apple, presentato il 18 marzo 2019.

## Caratteristiche tecniche
Presenta le stesse caratteristiche estetiche del precedente modello, aggiungendo il supporto all'Apple Pencil di prima generazione.
L'hardware presenta il chip Apple A12 Bionic con Neural Engine (lo stesso presente su iPhone XS, iPhone XS Max, iPhone XR e iPad Air 3ª generazione) con 3 gigabyte di RAM e un display da 7,9 pollici a laminazione completa con gamma cromatica P3 e True Tone Display.
Presenta il sensore di impronte digitali Touch ID di seconda generazione. Dispone di due fotocamere, una posteriore da 8 megapixel e una anteriore da 7 megapixel.

## Accessori

### Penne digitali compatibili
- 2015: Apple Pencil (1ª generazione)[4]
- 2019: Logitech Crayon[5]